# Der Feldherrnhügel (film 1932)
Der Feldherrnhügel è un film del 1932 diretto da Eugen Thiele.

## Produzione
Il film - girato dal 10 al 30 novembre 1931 - fu prodotto dalla Münchner Lichtspielkunst AG (Emelka) di Monaco e dalla Greenbaum-Film GmbH di Berlino.

## Distribuzione
In Germania, il film - che aveva il visto di censura del 25 gennaio 1932 - fu presentato al Primus-Palast di Berlino il 2 aprile di quello stesso anno. Sempre nel 1932, venne distribuito anche in Ungheria il 22 novembre, ribattezzato Szerelmi manőver. Negli USA, uscì il 19 aprile 1934; in Portogallo, con il titolo O Ajudante de Campo, il 27 febbraio 1935.